# Chrysomela tremulae
Chrysomela tremulae é uma espécie de artrópode pertencente à família Chrysomelidae.